# Hervé de Portzmoguer
Pour les articles homonymes, voir Primauguet (homonymie).
Hervé de Portzmoguer (Plouarzel, ca. 1470 - au large de la pointe Saint-Mathieu, 10 août 1512), dit « Primauguet », est un officier de marine et corsaire breton de la Renaissance. Il commande la nef La Cordelière lors de la bataille de Saint-Mathieu, au cours de laquelle il trouve une mort héroïque en combattant l'amiral Howard.

## Biographie

### Pirate et corsaire
Hervé de Portzmoguer naît entre 1473 et 1478. Originaire du Léon, pays du nord Finistère actuel, il descend d'une famille de la petite noblesse bas bretonne. Sa devise est « Var vor a var zouar » ((br) Sur mer et sur terre). Elle possède à proximité du Conquet un manoir dans la paroisse de Plouarzel, le manoir de Porsmoguer, qui domine le chenal du Four.
Le premier document qui mentionne son nom ne date que de 1503. Le jeune Breton est alors un capitaine d’une trentaine d’années lorsque le roi Louis XII décide d’affréter ses navires, et de lui confier la protection d'un convoi pour l'Espagne. Il se trouve à la tête de cinq bâtiments, qui lui appartiennent en propre, au milieu d’une petite division composée de seize navires. Pour subvenir aux dépenses ainsi engagées, une taxe spéciale est levée sur les marchandises transportées.
Hervé semble également s'être livré à la piraterie. Toutefois, des services rendus lui valent la reconnaissance de la duchesse Anne de Bretagne. En 1505, parvenue à Morlaix à l’occasion du pèlerinage de cette dernière à Saint-Jean-du-Doigt, elle demande à visiter la Cordelière, dont elle suit les navigations avec intérêt depuis qu'elle l'a engagée dans l’expédition de Mytilène contre les Ottomans. Elle désire aussi rencontrer Hervé, mais celui-ci, craignant sans doute les conséquences de la réputation qu’il s’est forgée a, dit-on, pris la mer pour ne pas subir les reproches de sa souveraine. Elle le fait chercher et lui confie le commandement de la Cordelière.

### Gentilhomme turbulent
Veuf de Jehanne de Coatmanac'h, une lointaine parente des Bohic, Portzmoguer épouse en secondes noces Françoise de Kergoulouarn, « pennherez » originaire de Ploeven.
Ses activités antérieures ont tôt fait de rattraper l'amiral. En 1506, il est condamné avec plusieurs de ses compagnons pour avoir pillé un navire battant pavillon écossais et appartenant à Jehan Abreton et Georges Yvon. La sentence est appliquée avec d’autant plus de rigueur que l’Écosse est alors l’alliée de la France.
Quelques années plus tard, en 1510, une autre affaire, plus sérieuse, lui vaut de recevoir un mandement du Procureur général. Il semble bien que Jehan de Keraret a trouvé la mort à la suite d’un duel ou d’une rixe.
À la même époque ses incursions depuis Morlaix sur la côte d'outre Manche lui valent l’inimitié tenace des Anglais. Le capitaine Conhort, qui commande le Nicolas de Hamptoncourt, vient témoigner avec l'ambassadeur d'Angleterre et se plaindre au roi de France que « plus de trente navires ont esté à ces dernières vendanges prins et pillés par le capitaine Portzmoguer. » La rancune des Anglais lui vaudra de voir son manoir brûlé par les troupes de l'Amiral Howard au printemps 1512.

### Le dernier combat deLa Cordelière
Son dernier combat, Portzmoguer le livre à bord de La Cordelière au cours de la fameuse bataille de Saint-Mathieu, qui s'est déroulée le 10 août 1512 à l'entrée de la rade de Brest. Il ne réussira à entraver le débarquement ennemi qu'au prix du sacrifice de son navire et de sa vie.
En avril 1512, le roi Henri VIII charge Edward Howard d'organiser avec dix-huit navires le blocus de la Manche et de piloter un corps expéditionnaire jusqu'en Guyenne. Howard occupe et incendie la presqu'île de Crozon et la région de la pointe Saint-Mathieu. Le manoir de Portzmoguer n'est pas épargné. L'Anglais tient ainsi fermée la rade de Brest, où est rassemblée la flotte normande du roi de France et celle de la Duchesse.

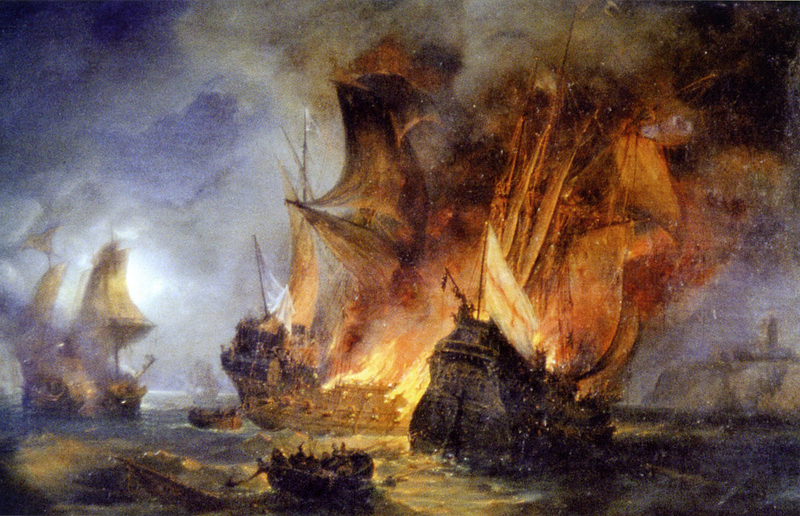
Le combat de la Cordelière par Pierre-Julien Gilbert.

Howard choisit de pénétrer dans le goulet de Brest au cours d'une cérémonie célébrant l'alliance brito-française en présence du maire de Morlaix et de l'Amiral de France par intérim. Portzmoguer, alerté, rompt les amarres précipitamment et aborde Le Régent, caraque de mille tonneaux embarquant 600 soldats. Le premier duel d'artillerie de l'histoire navale s'engage. Les deux bâtiments s'accrochent l'un à l'autre. Les équipages se battent au corps à corps.
Portzmoguer entrevoit alors la défaite et aurait décidé de faire sauter son navire et par là même celui des Anglais. Ce n'est qu'une hypothèse, peut-être confortée par des témoins qui auraient observé une violente explosion à bord de La Cordelière. Il aurait préparé son équipage et ses invités à mourir avec panache par cette phrase : « Nous allons fêter Saint Laurent qui périt par le feu ! ». Le feu est mis à la Sainte Barbe de la Cordelière. Environ mille 1 500 victimes sont à déplorer, dont les deux tiers du côté breton. Parmi celles-ci, le capitaine, Hervé de Portzmoguer, ses invités et leurs compagnes, qui n'ont pas eu le temps de débarquer.

## Hommages

### Navires
Son surnom Primauguet a été donné à plusieurs navires de la marine française:
- un aviso (1830–1854)
- une corvette (1850–1886)
- un Croiseur (1877–1907)
- un navire de charge (1918–1938)
- le croiseur Primauguet (1923-1942)
- la frégate anti-sous-marine Primauguet (1984-2019)

### Théâtre
- B. Tanguy, Je ne t'oublierai jamais, Brest, 2012.

Comédie dramatique mettant en scène la rencontre romancée d'Anne de Bretagne et Hervé de Portzmoguer en 1506. Pièce écrite pour la commémoration des cinq cents ans de la disparition de Hervé de Portzmoguer et du Marie La Cordeliére. Première le 12 mai 2012, jouée par la troupe T.I.P.I. (Théâtre Itinérant en Pays d'Iroise).

## Sources
1. 1 2 3 4 5 6 7 8  M. Guérout, « Hervé de Portzmoguer », in Le dernier combat de la Cordelière, Le Télégramme, Morlaix, 2002  (ISBN 9782848332697).
2. ↑  Vahé ter Minassian,  La Cordelière, un vaisseau fantôme en rade de Brest dans Le Monde du 21 février 2018 Suppl. Science et Médecine
3. ↑  Primauguet sur www.defense.gouv.fr